# Segunda División de España 2000-01
La temporada 2000–01 de la Segunda División de España de fútbol corresponde a la 70.ª edición del campeonato y se disputó entre el 2 de septiembre de 2000 y el 17 de junio de 2001.
El campeón de Segunda División fue el Sevilla.

## Sistema de competición
La Segunda División de España 2000-01 fue organizada por la Liga de Fútbol Profesional (LFP).
El campeonato contó con la participación de 22 clubes y se disputó siguiendo un sistema de liga, de modo que todos los equipos se enfrentaron entre sí, todos contra todos en dos ocasiones -una en campo propio y otra en campo contrario- sumando un total de 42 jornadas. El orden de los encuentros se decidió por sorteo antes de empezar la competición.
Los tres primeros clasificados ascendieron directamente a Primera División, y los cuatro últimos clasificados descendieron directamente a Segunda División B.

## Clubes participantes
| Datos de ascensos y descensos con respecto a la temporada anterior |
| --- |
| Real Betis, Atlético de Madrid y Sevilla descienden de Primera División. Las Palmas, Osasuna y Villarreal ascienden a Primera División. Atlético de Madrid "B" y Toledo descienden a Segunda División B. También descienden el Logroñés, que cae a Tercera División por motivos económicos; y el Mérida que desaparece. Real Jaén, Real Murcia, Racing de Ferrol y Universidad Las Palmas ascienden a Segunda División. |

| Equipo                                                   | Ciudad                 | Estadio                   |
| -------------------------------------------------------- | ---------------------- | ------------------------- |
| Albacete Balompié                                        | Albacete               | Carlos Belmonte           |
| Club Atlético de Madrid                                  | Madrid                 | Vicente Calderón          |
| Club Deportivo Badajoz                                   | Badajoz                | Nuevo Vivero              |
| Real Betis Balompié                                      | Sevilla                | Manuel Ruiz de Lopera     |
| Sociedad Deportiva Compostela                            | Santiago de Compostela | San Lázaro                |
| Córdoba Club de Fútbol                                   | Córdoba                | Nuevo Arcángel            |
| Sociedad Deportiva Eibar                                 | Éibar                  | Ipurúa                    |
| Elche Club de Fútbol                                     | Elche                  | Manuel Martínez Valero    |
| Club de Fútbol Extremadura                               | Almendralejo           | Francisco de la Hera      |
| Getafe Club de Fútbol                                    | Getafe                 | Alfonso Pérez             |
| Real Jaén Club de Fútbol                                 | Jaén                   | La Victoria               |
| Club Deportivo Leganés                                   | Leganés                | Butarque                  |
| Levante Unión Deportiva                                  | Valencia               | Ciudad de Valencia        |
| Unió Esportiva Lleida                                    | Lérida                 | Camp d'Esports            |
| Real Murcia Club de Fútbol                               | Murcia                 | La Condomina              |
| Racing Club de Ferrol                                    | Ferrol                 | A Malata                  |
| Real Club Recreativo de Huelva                           | Huelva                 | Colombino                 |
| Unión Deportiva Salamanca                                | Salamanca              | Helmántico                |
| Sevilla Fútbol Club                                      | Sevilla                | Ramón Sánchez-Pizjuán     |
| Real Sporting de Gijón                                   | Gijón                  | El Molinón                |
| Club Deportivo Tenerife                                  | Santa Cruz de Tenerife | Heliodoro Rodríguez López |
| Universidad de Las Palmas de Gran Canaria Club de Fútbol | Maspalomas             | Municipal de Maspalomas   |

## Clasificación
| Pos. | Equipo                              | Pts. | PJ | G  | E  | P  | GF | GC | Dif. | Clasificación                 |
| ---- | ----------------------------------- | ---- | -- | -- | -- | -- | -- | -- | ---- | ----------------------------- |
| 1    | Sevilla F. C. (C, A)                | 80   | 42 | 23 | 11 | 8  | 66 | 39 | +27  | Ascenso a Primera División    |
| 2    | Real Betis (A)                      | 75   | 42 | 21 | 12 | 9  | 49 | 32 | +17  | Ascenso a Primera División    |
| 3    | C. D. Tenerife (A)                  | 74   | 42 | 21 | 11 | 10 | 58 | 32 | +26  | Ascenso a Primera División    |
| 4    | Atlético de Madrid                  | 74   | 42 | 21 | 11 | 10 | 59 | 39 | +20  |                               |
| 5    | Albacete Balompié                   | 66   | 42 | 18 | 12 | 12 | 46 | 40 | +6   |                               |
| 6    | R. C. Recreativo de Huelva          | 65   | 42 | 15 | 20 | 7  | 45 | 29 | +16  |                               |
| 7    | Sporting de Gijón                   | 63   | 42 | 17 | 12 | 13 | 55 | 49 | +6   |                               |
| 8    | Levante U. D.                       | 60   | 42 | 13 | 21 | 8  | 58 | 50 | +8   |                               |
| 9    | U. D. Salamanca                     | 59   | 42 | 17 | 8  | 17 | 51 | 48 | +3   |                               |
| 10   | Real Jaén C. F.                     | 59   | 42 | 15 | 14 | 13 | 37 | 40 | −3   |                               |
| 11   | C. F. Extremadura                   | 58   | 42 | 16 | 10 | 16 | 42 | 46 | −4   |                               |
| 12   | Córdoba C. F.                       | 56   | 42 | 14 | 14 | 14 | 40 | 43 | −3   |                               |
| 13   | Real Murcia C. F.                   | 52   | 42 | 13 | 13 | 16 | 53 | 54 | −1   |                               |
| 14   | C. D. Badajoz                       | 51   | 42 | 10 | 21 | 11 | 34 | 38 | −4   |                               |
| 15   | S. D. Eibar                         | 50   | 42 | 11 | 17 | 14 | 30 | 32 | −2   |                               |
| 16   | Racing de Ferrol                    | 50   | 42 | 12 | 14 | 16 | 46 | 50 | −4   |                               |
| 17   | C. D. Leganés                       | 47   | 42 | 9  | 20 | 13 | 45 | 41 | +4   |                               |
| 18   | Elche C. F.                         | 46   | 42 | 10 | 16 | 16 | 45 | 56 | −11  |                               |
| 19   | S. D. Compostela (D)                | 45   | 42 | 11 | 12 | 19 | 41 | 65 | −24  | Descenso a Segunda División B |
| 20   | Universidad de Las Palmas C. F. (D) | 39   | 42 | 8  | 15 | 19 | 34 | 63 | −29  | Descenso a Segunda División B |
| 21   | Getafe C. F. (D)                    | 35   | 42 | 8  | 11 | 23 | 42 | 65 | −23  | Descenso a Segunda División B |
| 22   | U. E. Lleida (D)                    | 28   | 42 | 5  | 13 | 24 | 40 | 65 | −25  | Descenso a Segunda División B |

 Fuente: BDFútbol
Criterios de clasificación: Puntos · Enfrentamientos directos · Diferencia de goles · Goles a favor · Play-off

## Resultados
| Local \ Visitante               | ALB | ATM | BAD | BET | COM | COR | EIB | ELC | EXT | GET | JAE | LEG | LEV | LLE | MUR | RFE | REC | SAL | SEV | SPO | TEN | ULP |
| ------------------------------- | --- | --- | --- | --- | --- | --- | --- | --- | --- | --- | --- | --- | --- | --- | --- | --- | --- | --- | --- | --- | --- | --- |
| Albacete Balompié               | —   | 0–1 | 1–1 | 0–0 | 2–0 | 0–0 | 1–3 | 2–0 | 2–1 | 2–1 | 2–1 | 0–0 | 1–1 | 2–1 | 2–1 | 1–0 | 0–2 | 1–0 | 2–1 | 3–1 | 1–0 | 2–3 |
| Atlético de Madrid              | 0–0 | —   | 2–0 | 2–1 | 2–0 | 1–1 | 1–1 | 2–0 | 2–0 | 2–1 | 5–0 | 1–0 | 1–1 | 3–2 | 0–3 | 1–1 | 0–1 | 3–0 | 2–0 | 1–0 | 1–2 | 2–0 |
| C. D. Badajoz                   | 0–0 | 0–0 | —   | 0–0 | 2–1 | 0–0 | 1–0 | 1–1 | 1–1 | 2–2 | 0–1 | 1–0 | 1–1 | 1–0 | 1–1 | 1–0 | 1–1 | 0–1 | 2–0 | 2–0 | 1–2 | 3–1 |
| Real Betis                      | 1–2 | 1–1 | 1–1 | —   | 2–0 | 1–1 | 1–0 | 1–2 | 1–0 | 1–0 | 1–0 | 2–1 | 1–0 | 4–1 | 2–1 | 2–1 | 1–0 | 2–1 | 1–3 | 1–0 | 0–2 | 2–0 |
| S. D. Compostela                | 0–2 | 2–3 | 0–1 | 0–0 | —   | 0–1 | 2–1 | 1–1 | 3–2 | 1–1 | 0–0 | 1–1 | 1–1 | 2–1 | 2–0 | 0–5 | 2–0 | 2–1 | 0–2 | 1–2 | 0–2 | 0–0 |
| Córdoba C. F.                   | 1–4 | 1–1 | 2–0 | 1–0 | 0–0 | —   | 2–0 | 0–1 | 2–0 | 4–1 | 1–0 | 1–1 | 1–1 | 3–0 | 1–3 | 0–1 | 1–3 | 1–1 | 0–1 | 2–0 | 1–0 | 2–1 |
| S. D. Eibar                     | 0–0 | 2–1 | 0–1 | 0–0 | 0–0 | 3–0 | —   | 2–1 | 0–0 | 0–0 | 1–0 | 0–1 | 0–0 | 2–0 | 0–1 | 1–1 | 2–1 | 1–3 | 1–0 | 0–0 | 2–2 | 3–0 |
| Elche C. F.                     | 0–1 | 2–1 | 0–0 | 1–1 | 2–2 | 1–2 | 2–0 | —   | 3–1 | 1–4 | 0–0 | 1–1 | 1–1 | 2–1 | 1–1 | 2–0 | 0–1 | 2–0 | 1–2 | 2–2 | 0–2 | 0–1 |
| C. F. Extremadura               | 1–1 | 0–1 | 1–0 | 1–0 | 3–2 | 1–0 | 2–0 | 1–2 | —   | 1–0 | 2–0 | 0–3 | 2–1 | 0–0 | 2–0 | 1–0 | 1–1 | 0–1 | 1–1 | 1–2 | 1–0 | 2–1 |
| Getafe C. F.                    | 1–1 | 0–1 | 2–1 | 0–2 | 0–3 | 0–0 | 0–0 | 1–1 | 0–1 | —   | 0–1 | 0–1 | 1–2 | 2–1 | 4–0 | 1–2 | 0–1 | 1–2 | 0–1 | 3–1 | 0–5 | 0–0 |
| Real Jaén C. F.                 | 3–0 | 1–0 | 0–0 | 0–2 | 1–1 | 0–0 | 1–0 | 3–1 | 0–0 | 3–1 | —   | 0–0 | 0–1 | 2–1 | 2–1 | 1–0 | 3–1 | 2–1 | 2–1 | 0–2 | 0–0 | 1–0 |
| C. D. Leganés                   | 0–0 | 1–2 | 0–0 | 1–1 | 3–0 | 4–0 | 1–1 | 2–0 | 1–1 | 2–3 | 0–0 | —   | 1–0 | 0–0 | 3–2 | 1–1 | 1–1 | 0–1 | 1–1 | 0–1 | 0–1 | 1–1 |
| Levante U. D.                   | 0–0 | 4–1 | 2–1 | 3–2 | 0–2 | 2–1 | 0–0 | 3–3 | 1–0 | 3–3 | 2–2 | 0–2 | —   | 3–2 | 2–3 | 0–0 | 1–1 | 2–0 | 2–0 | 1–1 | 2–0 | 2–0 |
| U. E. Lleida                    | 1–2 | 1–1 | 1–1 | 0–1 | 1–2 | 2–0 | 0–0 | 1–1 | 2–2 | 1–2 | 5–2 | 1–0 | 3–3 | —   | 0–1 | 0–1 | 0–0 | 0–3 | 0–1 | 0–1 | 1–1 | 4–2 |
| Real Murcia C. F.               | 2–0 | 1–1 | 0–0 | 1–3 | 2–0 | 0–0 | 1–0 | 0–1 | 1–3 | 2–1 | 2–2 | 2–2 | 2–0 | 0–0 | —   | 1–1 | 2–0 | 1–2 | 1–1 | 5–0 | 0–1 | 1–1 |
| Racing de Ferrol                | 3–2 | 0–2 | 2–2 | 0–1 | 1–3 | 0–2 | 0–1 | 2–1 | 1–1 | 2–1 | 1–1 | 1–0 | 1–1 | 3–1 | 1–1 | —   | 1–0 | 0–1 | 1–1 | 2–3 | 1–2 | 1–2 |
| R. C. Recreativo de Huelva      | 1–0 | 1–1 | 0–0 | 1–1 | 2–0 | 1–0 | 3–0 | 0–0 | 3–1 | 0–0 | 2–0 | 1–1 | 1–1 | 1–1 | 4–1 | 1–2 | —   | 0–0 | 1–1 | 1–1 | 0–0 | 4–1 |
| U. D. Salamanca                 | 1–2 | 1–3 | 1–1 | 1–0 | 1–2 | 1–1 | 0–2 | 2–0 | 1–2 | 4–2 | 1–0 | 1–1 | 1–1 | 2–0 | 1–2 | 1–1 | 0–1 | —   | 0–1 | 2–1 | 3–1 | 4–0 |
| Sevilla F. C.                   | 1–0 | 3–1 | 5–2 | 1–1 | 4–0 | 2–0 | 2–1 | 1–1 | 3–0 | 1–1 | 0–1 | 4–2 | 3–2 | 2–0 | 2–1 | 3–0 | 0–0 | 2–0 | —   | 1–1 | 1–0 | 2–2 |
| Sporting de Gijón               | 4–2 | 1–0 | 1–0 | 1–2 | 5–2 | 2–2 | 0–0 | 2–1 | 2–0 | 3–1 | 1–0 | 2–2 | 1–2 | 1–2 | 2–2 | 1–1 | 0–1 | 2–0 | 3–0 | —   | 0–0 | 0–0 |
| C. D. Tenerife                  | 1–0 | 1–2 | 3–0 | 0–1 | 4–0 | 3–0 | 0–0 | 3–1 | 0–2 | 3–0 | 1–1 | 3–2 | 1–1 | 3–2 | 1–0 | 1–1 | 1–1 | 1–1 | 1–2 | 1–0 | —   | 2–0 |
| Universidad de Las Palmas C. F. | 1–0 | 2–1 | 1–1 | 1–1 | 1–1 | 0–2 | 0–0 | 2–2 | 1–0 | 0–1 | 0–0 | 2–1 | 2–2 | 0–0 | 2–1 | 1–3 | 0–0 | 1–3 | 1–3 | 0–2 | 0–1 | —   |

## Trofeo Pichichi
Trofeo que otorga el Diario Marca al máximo goleador de la Segunda División.
| Pos. | Jugador             | Equipo             | Goles |
| ---- | ------------------- | ------------------ | ----- |
| 1º   | Salva Ballesta      | Atlético de Madrid | 20    |
| 2.º  | José Luis R. Loreto | Real Murcia        | 17    |
|      | Paco Salillas       | Levante            | 17    |
| 4.º  | Gabriel Amato       | Real Betis         | 16    |
|      | Toedtli             | Salamanca          | 16    |
|      | Nicolás Olivera     | Sevilla            | 16    |
|      | Luis García         | Tenerife           | 16    |
| 8.º  | Javi Guerrero       | Albacete           | 14    |
| 9.º  | David Karanka       | Extremadura        | 13    |

## Otros premios

### Trofeo Zamora
César Quesada, guardameta del Recreativo de Huelva, consiguió el trofeo al portero menos goleado. Para optar al premio fue necesario disputar 60 minutos en, como mínimo, 28 partidos.

### Trofeo Guruceta
Después de un paréntesis de dos años, Román González volvió a conquistar el Trofeo Guruceta, el tercero de su carrera.
| Pos. | Árbitro (colegio)            | Puntos | Partidos | Cociente |
| ---- | ---------------------------- | ------ | -------- | -------- |
| 1º   | Miguel Carlos Román González | 30     | 21       | 1,43     |
| 2.º  | Julio Amoedo Chas            | 28     | 21       | 1,33     |
| 3.º  | Fidel Valle Gil              | 26     | 20       | 1,30     |

## Resumen
Campeón de Segunda División:
| - Sevilla Fútbol Club |

Ascienden a Primera División:
| - Sevilla Fútbol Club | - Real Betis Balompié | - Club Deportivo Tenerife |

Descienden a Segunda División B: 
| - Sociedad Deportiva Compostela | - Universidad de Las Palmas de Gran Canaria Club de Fútbol | - Getafe Club de Fútbol | - Unió Esportiva Lleida |